# Petit Lay
Der Petit Lay ist ein Fluss in Frankreich, der im Département Vendée, in der Region Pays de la Loire verläuft. Er entspringt im Gemeindegebiet von Les Herbiers, entwässert generell in südwestlicher Richtung und mündet nach rund 58 Kilometern beim Ort L’Assemblée des Deux Lay in den Grand Lay, der ab hier nur mehr mit dem Namen Lay bezeichnet wird.

## Orte am Fluss
- Saint-Paul-en-Pareds
- Mouchamps
- Saint-Vincent-Sterlanges
- Sainte-Cécile
- Saint-Hilaire-le-Vouhis
- L’Angle
- L’Assemblée des Deux Lay